# Fiáth Miklós
Dr. eörményesi és karánsebesi báró Fiáth Miklós Mária Ferenc Norbert Farkas (Aka, 1879. december 6. - Budapest, 1947. november 28.) politikus, az állam- és jogtudományok doktora, a Fiáth család tagja.

## Élete
Fiáth Miklós báró Fejér vármegyei főispán és Semsey Alice negyedik gyermeke. Általános- és középiskolai tanulmányai befejeztével a kolozsvári Ferenc József Tudományegyetemre került, ahol 1904-ben állam- és jogtudományokból doktorált. Ezután mintegy két éven át Veszprém vármegye tiszteletbeli aljegyzője, majd főispáni titkára 1909-ig. Ebben az időben házasodott meg, saját elsőfokú unokatestvérét, báró Fiáth Ilonát (1883–1962) vette feleségül, de gyermekeik nem születtek. A főispáni titkárságból az Osztrák–Magyar Monarchia, később az önálló Magyarország Belügyminisztériumába került, ahol a Kivándorlási Osztály vezetője volt 1909 és 1934 között. Innen néhány hónapra átkerült a Közigazgatási és Rendészeti Osztályra, majd a Vármegyei és Községi Osztályt vezette kilenc éven keresztül. 1931-től az örökösjogú főrendiházi családok felsőházi képviselőjükké választották, 1944-ig volt felsőházi tag.